# 未必故意
未必故意（德語：Eventualvorsatz）或稱間接故意、不確定故意、附條件故意等，是大陸法系刑法中的一種故意責任型態，指行為人具備對犯罪結果的認識、或至少具備預見可能性，但漠視該結果的發生，並且發生不違背其本意而言。

## 沿革發展
間接故意（dolus indirectus）最初由德国法学家卡普佐夫於17世紀提出，當時是為了解決行為人不具備犯罪認識，卻意外造成其他罪行結果的歸責問題，也就是今日结果加重犯的前身。間接故意理論認為，行為人如果具備較輕的犯罪意志，最後卻產生了較重的結果，即屬「間接的故意」，在責任上可以較直接故意減輕。間接故意理論在18世紀左右開始遭受抨擊，巴伐利亞王國《1813年刑法典》起草人之一的費爾巴哈提出與心理学相結合的「不確定故意」（dolus indeterminatus）概念，認為故意必定具備犯罪意圖（Absicht），並將故意區分為「確定故意」與「不確定故意」兩種類型；另一位刑法學者伯梅爾建立「未必故意」（dolus eventualis）的概念，以梳理原先間接故意的理論脈絡，主張未必故意是指「行為人對於非意圖所造成的不確定結果予以接受」。
如今不管是在德文或是中文文獻中，「間接故意」、「未必故意」和「不確定故意」都存在大量混用的情形，亦不乏主張三者或其中兩者為同義詞者。間接故意最早是為了解決结果加重犯的問題，但經過數百年學者對於如何區分「故意」與「過失」兩種不同責任型態的討論，衍生出諸多的故意理論；除間接故意理論之外，近代德國刑法學者雅各布斯也在20世紀末提出「漠然性」概念，據以發展出「漠然性理論」，以及其他諸如蓋然性理論、極高可能性理論等等，用以區別「未必故意」與「有認識過失」之不同。

## 具體規定

### 中華民國
《中華民國刑法》第13條第2項：

行為人對於構成犯罪之事實，預見其發生而其發生並不違背其本意者，以故意論。

實務上用語以「間接故意」為大宗，並將其與「未必故意」視為同義詞。

### 中华人民共和国
《中华人民共和国刑法》第14条

明知自己的行为会发生危害社会的结果，并且希望或者放任这种结果发生，因而构成犯罪的，是故意犯罪。
故意犯罪，应当负刑事责任。

中華人民共和國法律以「放任」已預見的結果發生作為「間接故意」，而不使用「未必故意」一詞。

### 瑞士
2007年1月1日起生效的修訂後的瑞士刑法典對此做出明確規定，明確了相關刑事責任。